# Jean-Gille Jacob
Pour les articles homonymes, voir Jacob (homonymie).
Jean-Gille Jacob (parfois orthographié Jean-Gilles ; né le 13 juillet 1714 à Hermalle-sous-Huy, où il est mort le 12 avril 1781) est un architecte et maitre-maçon de grand renom de la principauté de Liège.
Il a aussi été arpenteur, expert juré et échevin de la cour censale, et échevin de son village natal, Hermalle-sous-Huy.
Il a fait rénover sa demeure, construite par son père Sébastien Jacob vers 1715 au chevet de l’église Saint-Martin, en 1753, à l’occasion de ses noces qui ont eu pour fruit Jean-Sébastien, lequel semble l’avoir ultérieurement assisté dans son métier. Dans le cadre de ces travaux, il a transformé la décoration du salon, en façade ouest, y faisant réaliser des peintures murales « uniques en Europe ». Ces œuvres, qui surmontent la porte d’entrée et celles des placards d’angles arrondis, présentent les ouvriers des quatre métiers de la construction de son époque (charpentier, maçon, briqueteur et tailleur de pierres) utilisant les outils traditionnels dont la bisaigüe. Au plafond décoré de stucs, une équerre, un compas, une règle coulissante, une truelle, un marteau d'épinceur et un fil à plomb sont inscrits dans un médaillon où figure aussi un chronogramme : EXTRVCTVM LEVITER FVIT EX STVDIO TQVE LABORE (en latin : Fut construit aisément par l'étude et le travail). L’immeuble, qui sert de presbytère depuis le milieu du XIXe siècle, est classé monument historique au patrimoine de la Région wallonne.

## Réalisations
Notamment :
- 1754-1755 : château de Warfusée.
- 1762 : abbaye du Val-Saint-Lambert, à Seraing.
- 1764 : chapelle Saint-Firmin, à Rotheux.
- 1766 : hôtel de ville de Huy.

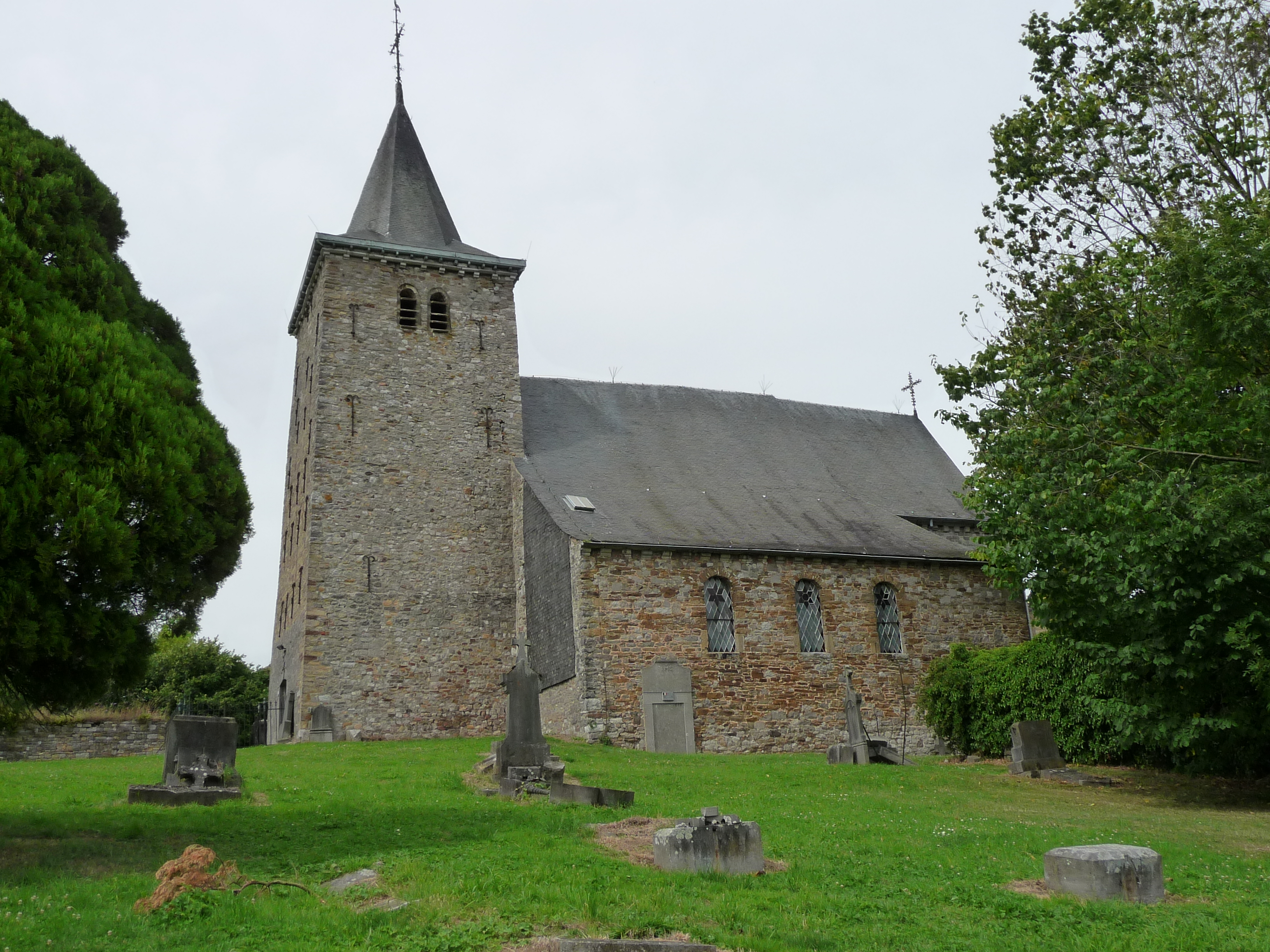
Église Saint-Nicolas de Strée.
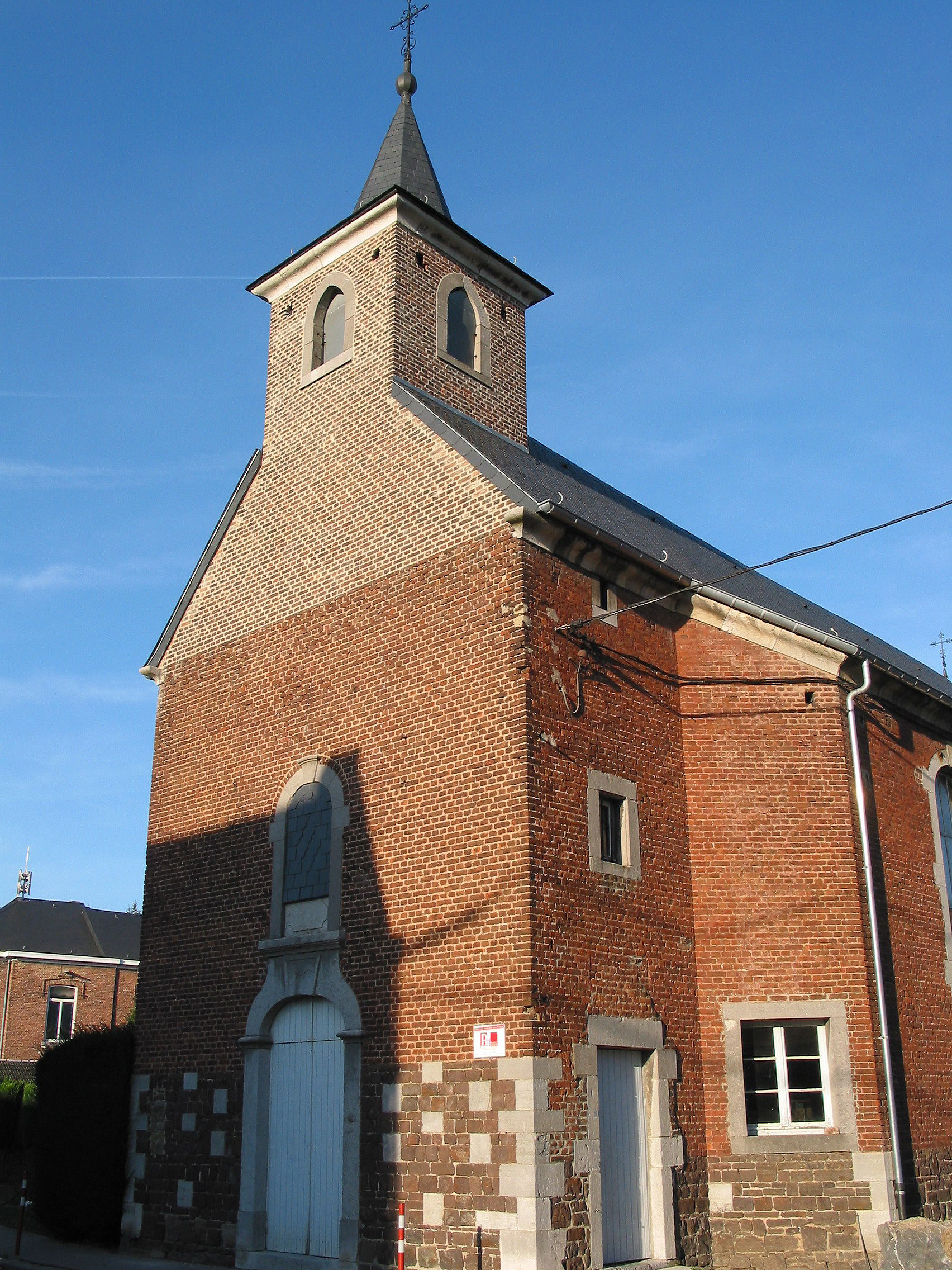
Chapelle Saint-Firmin de Rotheux
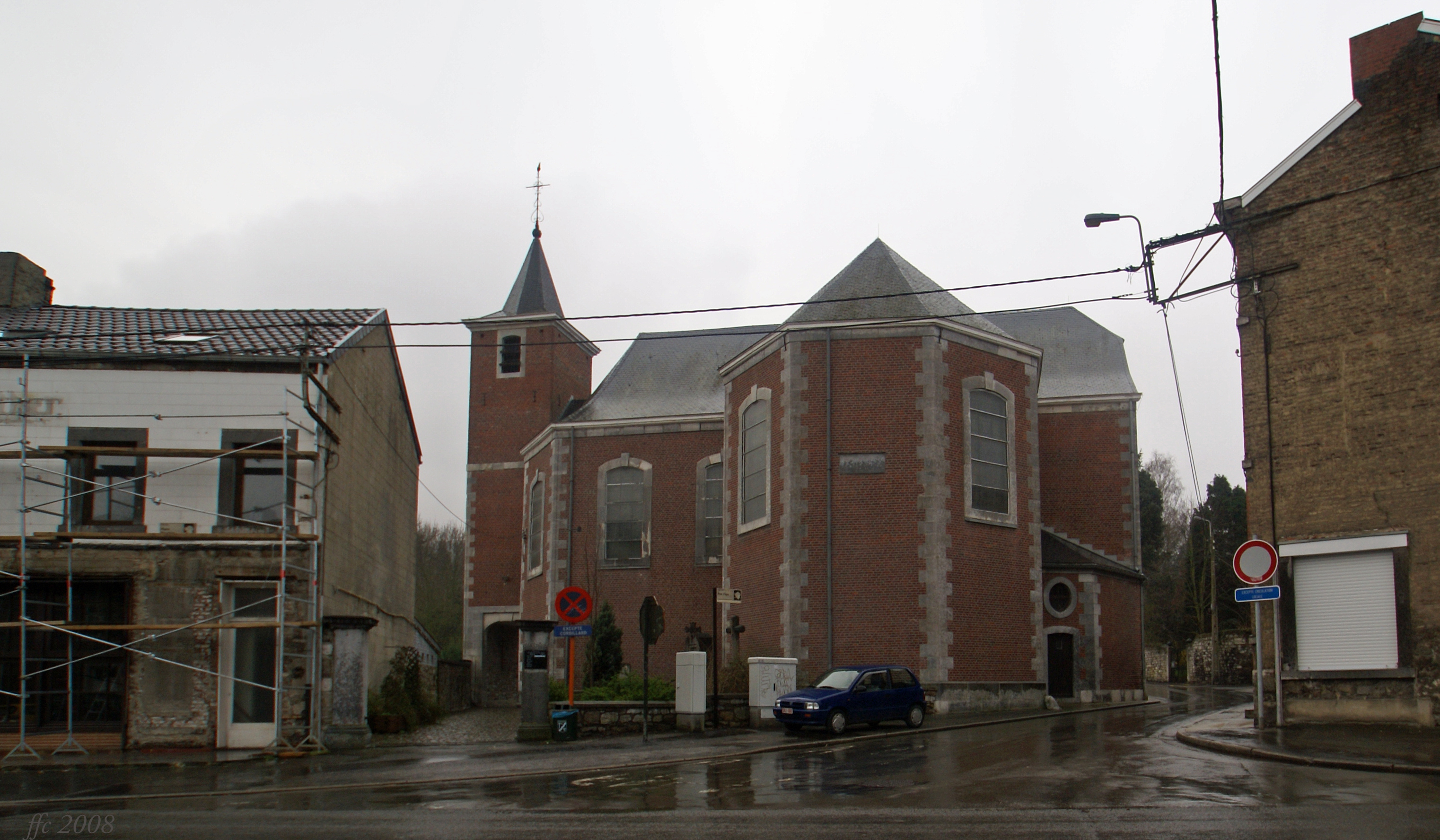
Église Saint-Pierre et Paul de Ramet
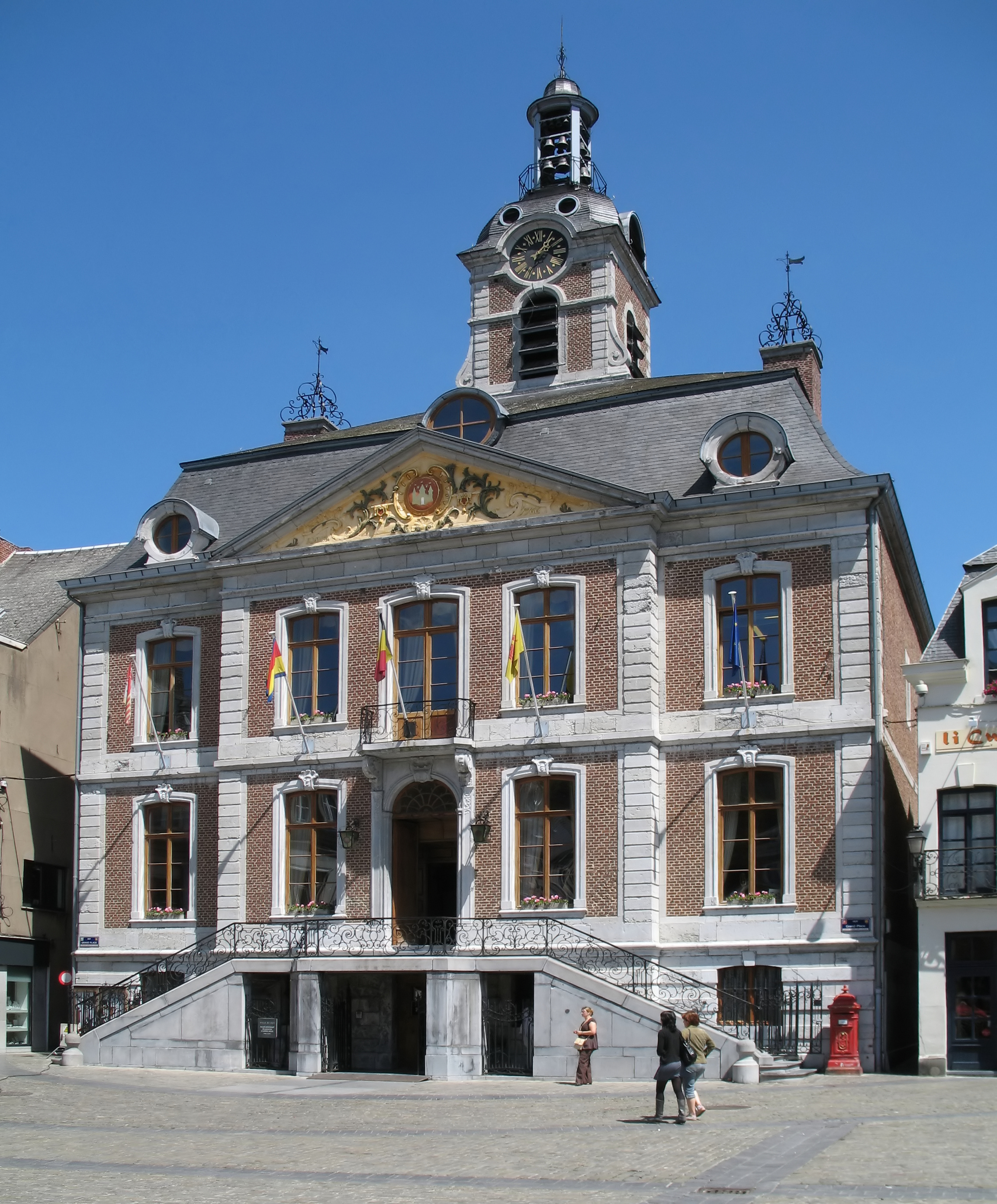
Hôtel de ville de Huy.
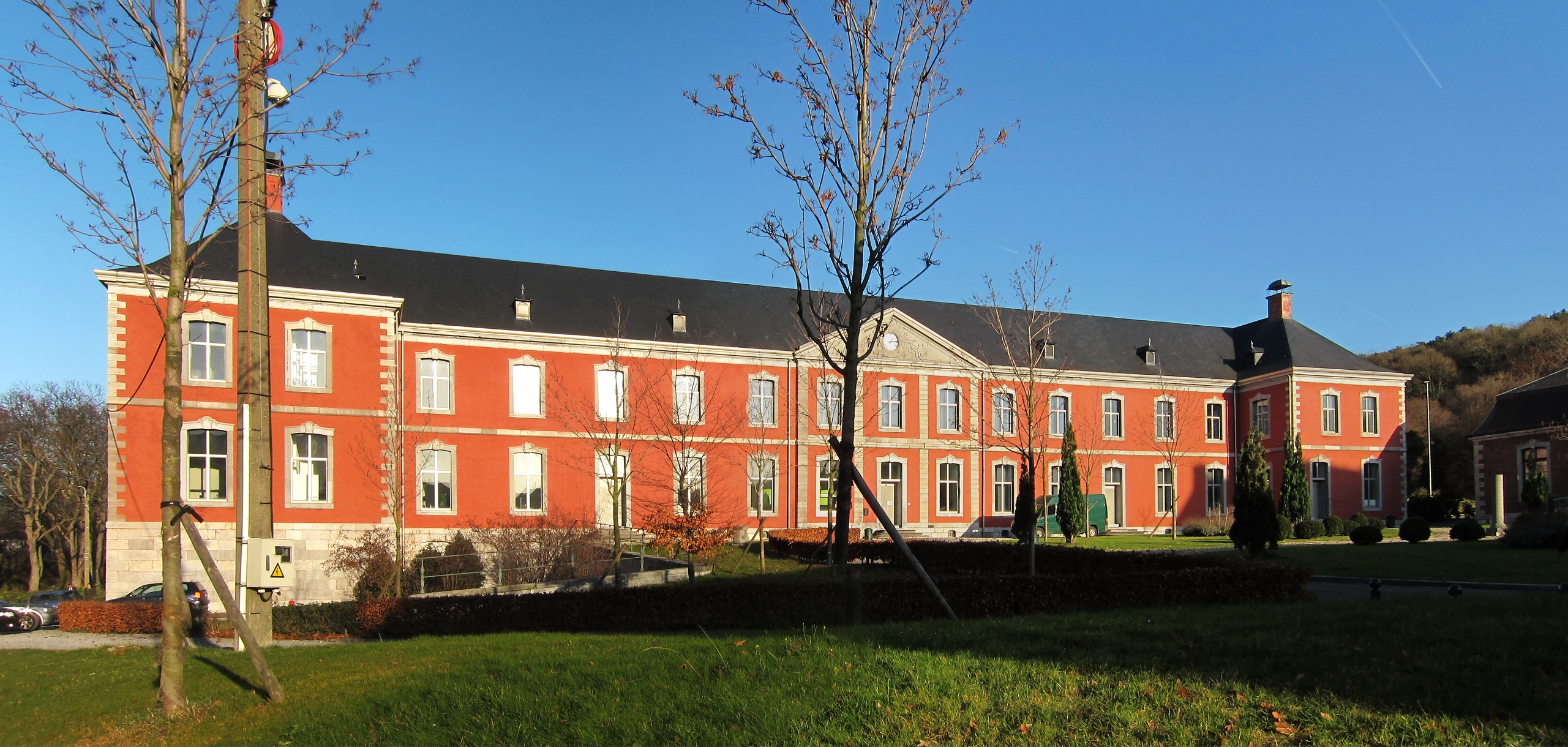
Château du Val-Saint-Lambert
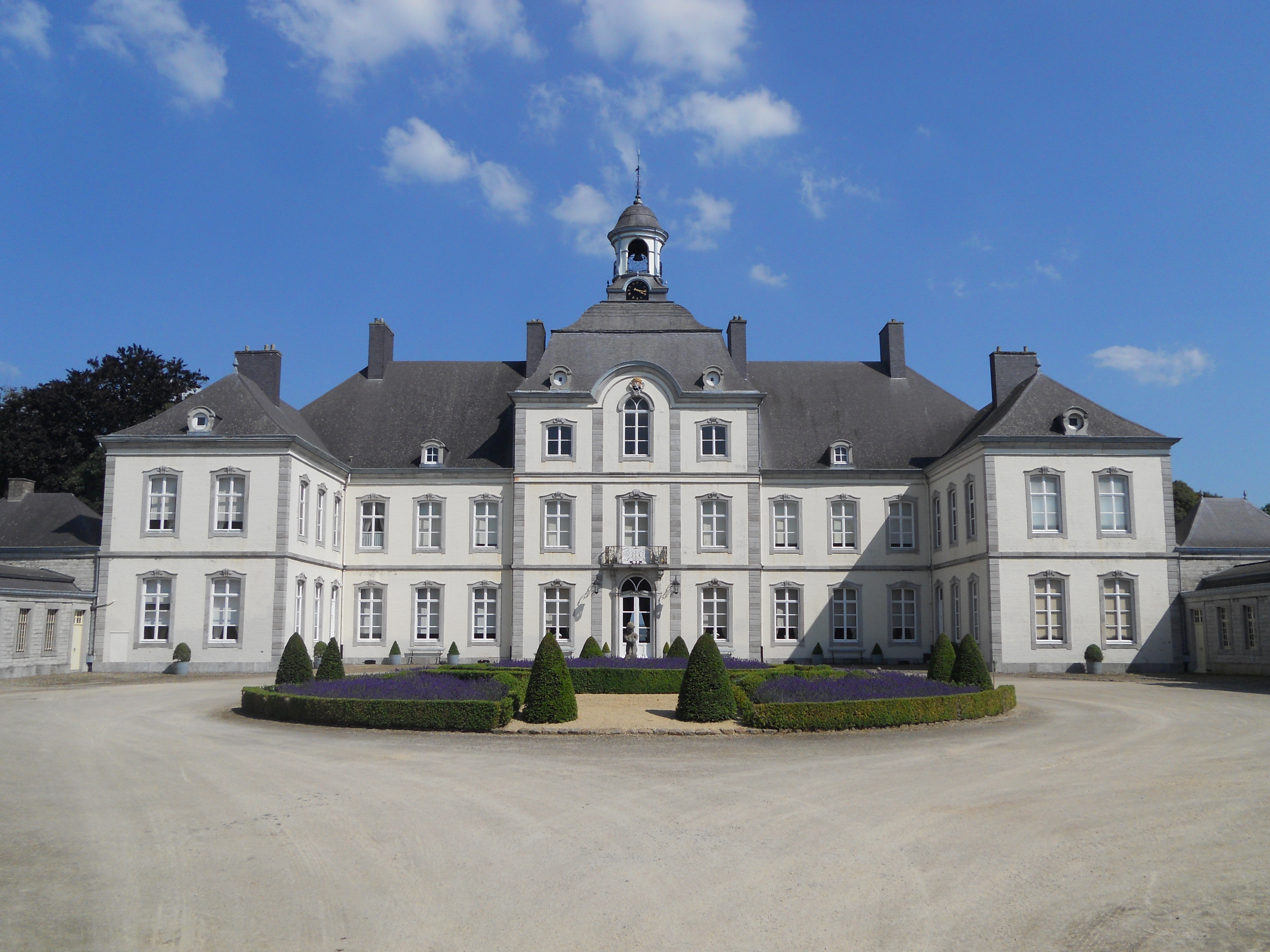
Château de Warfusée.

## Hommage
À la suite de la proposition datant d'octobre 2012 du syndicat d'initiative de Hermalle-sous-Huy La Rawète, le conseil communal d'Engis a décidé le 28 mai 2013 d'attribuer le nom ruelle Jean-Gille Jacob à la portion de la rue Gerée qui s'étend de la rue du pont à l'angle de la maison natale du maitre-maçon ; ce faisant, il a rétabli l'appellation de cette voirie telle qu'elle est mentionnée sur un plan cadastral de 1829.